# فرودگاه حرض
فرودگاه حرض (به انگلیسی: Haradh Airport) یک فرودگاه خصوصی است که یک باند فرود آسفالت دارد و طول باند آن ۲۴۳۰ متر است. این فرودگاه در کشور عربستان سعودی قرار دارد و در ارتفاع ۲۷۶ متری از سطح دریا واقع شده‌است.